# Liste der Biografien/Staz
Liste der Biografien |
Portal Biografien |
Personensuche
# |
A |
B |
C |
D |
E |
F |
G |
H |
I |
J |
K |
L |
M |
N |
O |
P |
Q |
R |
S |
T |
U |
V |
W |
X |
Y |
Z |
?
 
Sa |
Sb |
Sc |
Sd |
Se |
Sf |
Sg |
Sh |
Si |
Sj |
Sk |
Sl |
Sm |
Sn |
So |
Sp |
Sq |
Sr |
Ss |
St |
Su |
Sv |
Sw |
Sy |
Sz
 
Sta |
Ste |
Sth |
Sti |
Stj |
Stl |
Sto |
Str |
Sts |
Stt |
Stu |
Stv |
Stw |
Sty
 
Staa |
Stab |
Stac |
Stad |
Stae |
Staf |
Stag |
Stah |
Stai |
Staj |
Stak |
Stal |
Stam |
Stan |
Stap |
Star |
Stas |
Stat |
Stau |
Stav |
Staw |
Stax |
Stay |
Staz
Die Liste der Biografien führt alle Personen auf, die in der deutschsprachigen Wikipedia einen Artikel haben. Dieses ist eine Teilliste mit 5 Einträgen von Personen, deren Namen mit den Buchstaben „Staz“ beginnt.

## Staz

### Stazi
- Stazic Strbac, Petar (* 1980), österreichischer Basketballfunktionär und ehemaliger -spieler
- Stazić, Aron (* 2007), österreichisch-deutscher Basketballspieler
- Stazic, Stjepan (* 1978), österreichischer Basketballspieler

### Stazo
- Stazo, Luis (1930–2016), argentinischer Bandoneonspieler, Bandleader, Arrangeur und Komponist
- Stazol, Harald Nicolas (* 1970), deutscher freier Autor und Journalist